# Надлежащая лабораторная практика
 Надлежащая лабораторная практика, GLP (сокр. от англ. good laboratory practice) — система норм, правил и указаний, направленных на обеспечение согласованности и достоверности результатов лабораторных исследований. Система является утверждённым национальным стандартом РФ с 1 марта 2010 года — ГОСТ 33044-2014.
Главная задача GLP — обеспечить возможность полного прослеживания и восстановления всего хода исследования. Контроль качества призваны осуществлять специальные органы, периодически инспектирующие лаборатории на предмет соблюдения нормативов GLP.
GLP устанавливает очень строгие требования к ведению и хранению документации — значительно более жесткие, чем европейские стандарты серии EN 45000. Сферы применения норм GLP устанавливаются законодательно. В первую очередь это относится к разработке новых химических веществ, получению и использованию токсичных веществ и к здравоохранению.

## Область применения
Настоящий стандарт устанавливает принципы надлежащей лабораторной практики, предназначенные для применения при проведении неклинических испытаний объектов, содержащихся в лекарственных веществах, пестицидах, косметической продукции, ветеринарных препаратов, пищевых и кормовых добавках, а также химических веществах промышленного назначения. Испытуемые препараты могут быть как синтетической природы, так и биогенного происхождения, а также представлять собой живые организмы. 
В комплексе со стандартами GMP (надлежащая производственная практика) и GCP (надлежащая клиническая практика) призвана стандартизовать некоторые аспекты качества медицинского обслуживания населения.

## История разработки
Система GLP действует уже более 20 лет. Первоначально система нормативов GLP была разработана и введена в действие американским Управлением пищевой и медицинской промышленности (FDA) применительно к производствам, использующим токсичные вещества, с целью устранить имевшиеся несоответствия в нормативной документации. Нормы GLP стали обязательными для всех компаний в США, а впоследствии — и в странах, экспортирующих в США свою продукцию. Затем усилиями Организации экономического сотрудничества и развития (ОЭСР) эти нормы стали распространяться в международном масштабе. В частности, в Германии требования GLP являются обязательными при разработке любых новых видов химической продукции.
С 6 мая 2017 года в Евразийском экономическом союзе вступили в силу единые правила надлежащей лабораторной практики (GLP) в отношении производства лекарственных средств.